# Drepanium dolomiticum
Drepanium dolomiticum là một loài Rêu trong họ Hypnaceae. Loài này được (Milde) G. Roth mô tả khoa học đầu tiên năm 1904.